# Kendo Jidai
Kendo Jidai  (en japonés: 剣道時代)  es una revista japonesa de Kendo publicada por la editorial de educación física y deportes. En la actualidad, Kendo Jidai es considerada la revista más destacada en Japón dedicada al kendo, habiendo sido lanzada en 1974. Dentro de sus páginas se encuentran numerosos artículos y entrevistas que abordan a renombrados competidores y maestros japoneses del kendo, destacando su fuerza y habilidad. Es una de las pioneras en revistas especializadas en Kendo. Junto con "Kendo Nippon", fundada en 1976  por Skijiyaanaru Kabushikigaisha, es una de las dos principales revistas especializadas en Kendo.

## Ediciones
Entre sus contenidos se incluyen técnicas de kendo, entrevistas con destacados atletas, así como entrevistas y columnas protagonizadas por reconocidos maestros del arte marcial. La revista se centra en la descripción técnica del Kendo moderno, informes de competiciones y artículos sobre exámenes de ascenso de grado. También abarca el Iaido, Kenjutsu y las antiguas escuelas de esgrima, que son parte de la All Japan Kendo Federation.

### Equipo editorial
- Noburo Kobayashi. Comenzó a editar para Kendo Jidai en 1995. Jefe de redacción desde 2010. También a cargo de la edición de libros de columnas populares. Tiene el título de Renshi, es 7º Dan de Kendo.[2][5]
- Jouke van der Woude. Capitán de la selección holandesa de kendo, Estudió en la Universidad Internacional de Budo y en la Universidad de Tsukuba. Habla con fluidez en japonés, inglés y holandés. Es 4º Dan de Kendo[2]
- Mariko Sato. a cargo del marketing digital de “Kendo Jidai International”.  Posee negocios tanto en Japón como en los Países Bajos. es  5º Dan de Kendo.[2]

## Kendo Jidai Internacional
Desde julio de 2018, se inició la edición en inglés "Kendo Jidai International". Se pueden leer artículos técnicos traducidos al inglés y entrevistas a destacados competidores en la web. Se publican 4 números al mes. También organiza seminarios en línea con la Universidad Nittaidai.
Desde octubre de 2019, se lanzó la versión web de "Kendo Jidai" dirigida a practicantes de Kendo japoneses que residen en el extranjero. Se seleccionan artículos populares de números anteriores, al igual que en la edición en inglés, y se publican 4 números al mes. La suscripción mensual tiene un costo de 6 euros.
El sitio web "Kendo Jidai International" fue lanzado el 1 de julio de 2018 con el objetivo de proporcionar contenido traducido del japonés al inglés a entusiastas del kendo en el extranjero, con el fin de proporcionar contenido para mejorar habilidades en este arte marcial. Además, el sitio tiene como propósito informar sobre las actividades de los practicantes de kendo en el extranjero, como el Campeonato Mundial de Kendo y el Campeonato Europeo de Kendo, con el propósito de fortalecer los lazos y contribuir ampliamente a la difusión del kendo.
Respondiendo a las solicitudes de japoneses que residen en el extranjero, también se lanzó la versión japonesa de "Kendo Jidai International". Su objetivo principal es brindar artículos cuidadosamente seleccionados de números anteriores, con el propósito de mejorar las habilidades de kendo en el extranjero.